# Cesta (Cormac McCarthy)
Cesta (anglicky: The Road, 2006) je desátý román amerického spisovatele a scenáristy Cormaca McCarthyho, obvykle řazený k žánru postapokalyptické sci-fi. V roce 2007 byl román oceněn Pulitzerovou cenou.
Roku 2009 byla kniha zfilmována v režii Johna Hillcoata s Viggo Mortensenem v hlavní roli.

## Obsah

### Hlavní postavy
Otec – bezejmenný muž snažící se ochránit svého syna před fyzickými i duševními hrozbami proměněného světa
Syn – bezelstný chlapec, „nositel ohně“, představující naději pro zbytek lidstva

### Děj
Cesta sleduje putování bezejmenného otce a syna na jejich pouti k moři napříč postapokalyptickou krajinou. Několik let po blíže neurčené globální katastrofě je civilizace i většina života na Zemi zničena. Krajina je nehostinná a bezútěšná: Slunce je zakryto všudypřítomným popílkem, kvůli kterému vyhynula veškerá vegetace, a i hlavní hrdinové se před ním chrání rouškami. Zbytky lidskosti jsou vytlačovány bezohlednou krutostí a kanibalismem. S vědomím, že další zimu by na stejném místě nepřežili, vede muž svého syna skrze zničenou krajinu směrem k moři, udržující matnou naději, že se setkají s dalšími „dobrými lidmi“.
Ještě před začátkem románu spáchá pod vlivem zoufalé a zřejmě beznadějné situace chlapcova matka (která otěhotněla ještě před katastrofou) sebevraždu. Každé ráno otec vykašlává krev a uvědomuje si, že umírá. Snaží se však svého syna ochránit před neustávající hrozbou napadení, podchlazení či vyhladovění, a také před synovou vlastní bezelstnou, avšak nebezpečnou touhou pomáhat každému poutníkovi, kterého potkají. Přechovává revolver se dvěma náboji – buď na ochranu nebo, kdyby to bylo potřeba, aby mohli spáchat sebevraždu. Tváří v tvář všem překážkám jsou jeden druhému celým světem. Otec si udržuje představu – a syn skutečně věří – že v hloubi lidskosti zbyl etický rozměr. Neustále jeden druhého ujišťují, že oni jsou „dobří lidé“, kteří „nesou oheň“.
Na své pouti se dvojice potýká s neustálým nedostatkem jídla, potulnými bandami kanibalů či nevýslovnými hrůzami jako dítě opečené na rožni či lidští zajatci udržovaní při životě, zatímco jsou jejich končetiny postupně zpracovávány na jídlo. Když na samém konci knihy dorazí po velkých útrapách na jih, aniž by se dočkali hledané spásy, otec podlehne své nemoci a umírá a syna zanechá opuštěného na ulici. Po třech dnech nalezne truchlícího kluka muž, který dvojici stopoval. Muž přijme chlapce do rodiny a zavede ho ke své ženě a dvěma dětem. Jedno z jeho dětí je děvče, a tak zůstává navzdory nepříznivým okolnostem naděje na budoucnost pro lidstvo. Krátký epilog hloubá nad přírodou a nekonečnem v měnícím se prostředí.

## Historie vzniku
Knihu vydalo nakladatelství Alfred A. Knopf patřící do nakladatelského domu Random House 26. září 2006. V rozhovoru s Oprah Winfreyovou McCarthy naznačil, že inspirací pro napsání Cesty se stala jeho návštěva El Pasa v Texasu, kde byl se svým malým synkem. Představoval si, jak by město mohlo vypadat v budoucnosti, představil si "ohně na kopci" a myslel na svého syna. Zapsal si několik prvotních poznámek, ale k nápadu se vrátil až po několika letech při návštěvě Irska. Kniha se mu poté psala rychle a nakonec ji dedikoval svému synkovi Johnu Francisi McCarthymu.

## Ocenění
- 2006 James Tait Black Memorial Prize for Fiction
- 2007 Pulitzerova cena v kategorii Beletrie
- 2008 Cena Akademie SFFH v kategorii Kniha roku

## České vydání
- McCARTHY, Cormac, Cesta. Praha : Argo, 2008, ISBN 978-80-7203-973-9, přeložil Jiří Hrubý